# Biljana Vankovska
Biljana Vankovska (mazedonisch Билјана Ванковска, Nachname auch Cvetovska-Vankovska bzw. Vankovska-Cvetovska; * 1959 in Skopje) ist eine mazedonische Politologin.
Ihr Studium der Politikwissenschaft an der Universität Skopje schloss sie 1992 mit einer Promotion ab. Dort lehrt sie seit 1993, zunächst als Dozentin, inzwischen als ordentliche Professorin am Institut für Sicherheit, Verteidigung und Frieden der Philosophischen Fakultät. Daneben ist sie auch Professorin am European University Center for Peace Studies in Stadtschlaining (Österreich). 2000/01 absolvierte sie einen Forschungsaufenthalt am Geneva Centre for the Democratic Control of Armed Forces in Genf.
2006/07 gehörte sie dem Vorstand des mazedonischen Helsinki-Komitee an. Sie ist Mitglied der 2016 gegründeten Bewegung Demokratie in Europa 2025 (DiEM25).

## Werke (Auswahl)
- Vojskata i demokratijata (Militär und Demokratie), 1995 (ISBN 9989-30-063-1)
- (mit Cvetan Cvetkovski): Pravoto i odbranata. Osnovi na odbranbenogo pravo (Recht und Verteidigung. Grundlagen des Verteidigungsrechts), 1996 (ISBN 9989-795-00-2)
- (mit Håkan Wiberg): Between past and future. Civil-military relations in the post-communist Balkans, 2003 (ISBN 1-86064-624-7)
- Military and Society in War-Torn Balkan Countries. Lessons for the Security Sector Reform, in: Alan Bryden (Herausgeber): Security sector reform: institutions, society and good governance, 2003 (ISBN 3-8329-0380-1)
- Civil-Military Relations in the Third Yugoslavia. In a Broken Mirror, in: Constantine P. Danopoulos (Herausgeber): Civil-military relations, nation building, and national identity. Comparative perspectives, 2004 (ISBN 0-275-97923-7)
- Rule of law and democratic control of armed forces. The post-cold war challenges, in: Hans Born (Herausgeber): Renaissance of democratic control of armed forces in contemporary societies, 2004 (ISBN 3-8329-0659-2)
- Ethnic-military relations in Macedonia, in: Albrecht Schnabel und Hans-Georg Ehrhart (Herausgeber): Security sector reform and post-conflict peacebuilding, 2005 (ISBN 92-808-1109-6)
- The impact of conflict and corruption on Macedonia’s civil-military relations, in: Hans Born (Herausgeber): Civil-military relations in Europe since 1945, 2006 (ISBN 978-0-415-38540-4)
- Western Approaches to Civil Society Empowerment and Lessons Learnt from the Balkans, in: Marina Caparini (Herausgeber): Civil society and the security sector. Concepts and practices in new democracies, 2006 (ISBN 3-8258-9364-2)
- The Role of the Ohrid Framework Agreement and the Peace Process in Macedonia, in: Stefano Bianchini (Herausgeber): Regional cooperation peace enforcement, and the role of the treaties in the Balkans, 2007 (ISBN 978-88-8063-542-0)
- (mit Toni Mileski): Securing Humans And/Or Environment In The Post-Conflict Balkans, in: Peter H. Liotta (Herausgeber): Environmental change and human security. Recognizing and acting on hazard impacts, 2008 (ISBN 978-1-4020-8549-9)